# Дрстеља
Дрстеља (словен. Drstelja) је насељено место у општини Дестрник, Подравска регија, Словенија.

## Историја
До територијалне реорганизације у Словенији била је у саставу старе општине Птуј.

## Становништво
У попису становништва из 2011. године, Дрстеља је имала 233 становника.
| Број становника према пописима | Број становника према пописима | Број становника према пописима |
| ------------------------------ | ------------------------------ | ------------------------------ |
| 1991                           | 2002                           | 2011                           |
| 170                            | 178                            | 233                            |